# Василь Вінницький
Василь Вінницький, або Василь Божський — руський князь.

## Із життєпису
Свідок надавчого документа на Бакоту з прилеглими селами, виданого князями Костянтином та Федором Коріятовичами пану Немирі в 1388 році. На думку Яна Тенґовського, згадуваний у документі князь Василь є тотожним князеві Василеві Божському (Wasilio duce dicto Boszki), який був свідком у документі князя Свидриґайла, виданого монахам-домініканцям у Кам'янці на Поділлі в 1401 р.
На думку сучасного польського історика Яна Тенґовського (проблемі дослідник присвятив кілька праць), є протопластом цілої низки князівських родин з українських земель, а саме Вишневецьких, Воронецьких, Збаразьких, Порицьких. Науковець обґрунтовує думку, що князь Василь Вінницький — батько Федька Несвицького. Цю версію підтримав у своїй останній публікації Януш Куртика. Аналіз документів, пов'язаних із князем Василем і Федьком Несвизьким, а також історичних подій з кінця XIV ст. до кінця 1430-х рр., дозволяє висунути робочу гіпотезу про локалізацію міста Божського.